# Peugeot 5008
 Ikke at forveksle med Peugeot 508.
Peugeot 5008 er en bilmodel fra Peugeot introduceret i 2009. Modellen er en kompakt MPV-udgave af den lille mellemklassebil Peugeot 308.
Modellen har syv siddepladser, men findes også i en kortere fempersoners udgave ved navn Peugeot 3008.
Motorprogrammet omfatter en benzinmotor på 1,6 liter udviklet i samarbejde med BMW, som yder 120 hk uden og 156 hk med turbolader. Dieselmotorerne er på 1,6 og 2,0 liter og udviklet i samarbejde med Ford og Mazda. Effekten går fra 109 til 163 hk.
5008's konkurrenter er bl.a. Mazda5, Opel Zafira, Renault Scénic og Volkswagen Touran.

## Sikkerhed
5008 blev i 2009 kollisionstestet af Euro NCAP med et resultat på fem stjerner ud af fem mulige.

## Tekniske specifikationer
| Model         | Cylindre | Ventiler | Slagvolume cm³ | Max. effekt kW (hk) / omdr. | Max. drejningsmoment Nm / omdr. | 0-100 km/t sek. | Topfart km/t | Byggeår     |
| ------------- | -------- | -------- | -------------- | --------------------------- | ------------------------------- | --------------- | ------------ | ----------- |
| Benzinmotorer |          |          |                |                             |                                 |                 |              |             |
| 1.6           | 4        | 16       | 1598           | 88 (120) / 6000             | 160 / 4250                      | 12,3            | 187          | 2009 −      |
| 1.6 Turbo     | 4        | 16       | 1598           | 115 (156) / 5800            | 240 / 1400                      | 9,7             | 195          | 2009 −      |
| Dieselmotorer |          |          |                |                             |                                 |                 |              |             |
| 1.6 HDi       | 4        | 16       | 1560           | 80 (109) / 4000             | 240 / 1750                      |                 |              | 2009 − 2010 |
| 1.6 HDi       | 4        | 8        | 1560           | 82 (112) / 3600             | 270 / 1750                      | 12,9            | 183          | 2010 −      |
| 2.0 HDi       | 4        | 16       | 1997           | 110 (150) / 3750            | 340 / 2000                      | 10,0            | 195          | 2009 −      |
| 2.0 HDi       | 4        | 16       | 1997           | 120 (163) / 3750            | 340 / 2000                      | 10,5            | 190          | 2010 −      |